# Xian de Yanchuan
Le xian de Yanchuan (延川县 ; pinyin : Yánchuān Xiàn) est un district administratif de la province du Shaanxi en Chine. Il est placé sous la juridiction de la ville-préfecture de Yan'an.

## Démographie
La population du district était de 170 930 habitants en 1999.